# 因信稱義
因信稱義（或称作唯獨信心、唯獨因信稱義），是信義宗教會和整個新教信仰的核心思想，“因信”意为凭借「信心」，“称义”意为「被上帝判為無罪」。「因信稱義」是指一個罪人得拯救，唯獨是出於上帝的恩典（禮物）、單單藉信心靠耶穌基督而不是依賴個人的行為，這有別於天主教會與東正教會認為人要蒙恩得救除信心外，亦必須加上足夠的善功補贖之教義。

## 概念
“称义”中的“义”指上帝的正义、無罪。根据基督教“原罪”理论，人的原罪让人不能达到正义，而必须靠著上帝及圣子耶稣的恩典从罪恶中被救赎。中世纪羅馬教廷强调通过“善行”、“圣功”来得到称义，而宗教改革提出了“唯独因信称义”的口号，即通过信仰而不是善行来得到称义。

### 聖經相關章節
用來支持此主張之經節：
亞伯蘭信耶和華，耶和華就以此為他的義。
 — 《創世記》第15章第6节参 
我不以福音為恥，這福音本是神的大能，要救一切相信的，先是猶太人，後是希臘人。因為神的義正在這福音上顯明出來，這義是本於信以至於信，如經上所記：「義人必因信得生。」
 — 《羅馬書》第1章第16节至第17节参
因為世人都犯了罪，虧缺了神的榮耀；如今卻蒙神的恩典，因基督耶穌的救贖，就白白的稱義。神設立耶穌作挽回祭，是憑著耶穌的血，藉著人的信，要顯明神的義；因為他用忍耐的心寬容人先時所犯的罪，好在今時顯明他的義，使人知道他自己為義，也稱信耶穌的人為義。既是這樣，哪裡能誇口呢？沒有可誇的了。用何法沒有的呢？是用立功之法嗎？不是，乃用信主之法。
 — 《羅馬書》第3章第23节至第27节参
如此說來，我們的祖宗亞伯拉罕憑著肉體得了什麼呢？倘若亞伯拉罕是因行為稱義，就有可誇的，只是在神面前並無可誇。經上說什麼呢？說：「亞伯拉罕信神，這就算為他的義。」做工的得工價，不算恩典，乃是該得的。唯有不做工的，只信稱罪人為義的神，他的信就算為義。
 — 《羅馬書》第4章第1节至第5节参 
我們既因信稱義，就藉著我們的主耶穌基督得與神相和。我們又藉著他，因信得進入現在所站的這恩典中，並且歡歡喜喜盼望神的榮耀。
 — 《羅馬書》第5章第1节至第2节参
你們得救是本乎恩，也因著信。這並不是出於自己，乃是神所賜的；也不是出於行為，免得有人自誇。
 — 《以弗所書》第2章第8节至第9节参 
無知的加拉太人哪！耶穌基督釘十字架，已經活畫在你們眼前，誰又迷惑了你們呢？我只要問你們這一件：你們受了聖靈，是因行律法呢，是因聽信福音呢？你們既靠聖靈入門，如今還靠肉身成全嗎？你們是這樣的無知嗎？你們受苦如此之多，都是徒然的嗎？難道果真是徒然的嗎？那賜給你們聖靈，又在你們中間行異能的，是因你們行律法呢，是因你們聽信福音呢？正如「亞伯拉罕信神，這就算為他的義」。所以你們要知道：那以信為本的人，就是亞伯拉罕的子孫。
 — 《加拉太書》第3章第1节至第7节参

## 宗教改革
新教對「因信稱義」概念的堅持，源於神學家兼天主教神父馬丁·路德對教廷販賣贖罪券活动的挑戰，贖罪券後來也成為宗教改革的導火線。
其實，路德自1505年進入修道院之後，便經歷信仰、靈性上很大的掙扎，「自覺罪孽深重，無法得到上帝的喜悅」。直至他在威登堡大學教授聖經，從鑽研《羅馬書》第一章17節「義人必因信得生」中，深深領會到罪人不能靠自己的努力去換取上帝的拯救，而且靠賴上帝的「恩典」。學者認為，從那一刻開始，路德才得到心靈上的釋放。
16世紀初，贖罪券盛行並出現濫發情況，天主教教宗宣佈任何人購買贖罪券即可獲得赦罪和拯救。路德堅持教宗的立場明顯違反《聖經》真理，認為這與上帝在《羅馬書》和《加拉太書》中的啟示有很大出入。1517年10月31日，路德以拉丁文撰寫《關於贖罪券意義與效果之見解》（俗稱《九十五條論綱》），並張貼於威登堡城堡教堂的門上，望能引起學術界及教會領袖的關注和討論。路德此舉掀起影響深遠的宗教改革運動。1520年6月15日，教宗發布詔書，宣告路德為異端。1521年1月3日，教廷正式將路德逐出天主教會。4月中，路德在神聖羅馬帝國沃木斯議會中受審，當時他堅持除非以聖經證明他有錯，否則拒絕撤回主張。4月20日，神聖羅馬皇帝查理五世宣佈路德為「異端者」，一個月後更聯同國會向路德下通緝令。薩克森選侯腓特烈三世隨即安排路德在瓦爾特堡的城堡中避難。避難期間，路德為了讓平民百姓也能閱讀上帝的說話，致力用淺白易明的德文翻譯原文聖經。1530年，教宗威脅用武力鎮壓支持路德的信徒，路德派（即後來的路德宗）從此被逼脫離天主教會。

## 唯獨信心
早年的路德，為了與神和好，窮究天主教會教義中一切有關稱義的資料，包括齋戒、禱告和自我懲罰在內，可是仍然一無所獲。後來，他一次復一次的閲讀《詩篇》和保罗书信。最後他心安理得地斷定，人得以在上帝面前稱義不在乎個人的功績、善工或所作的贖罪安排，即人唯獨藉着信心才能稱義。

### 「唯獨」一詞
路德將《羅馬書》第3章第28节譯成德文時把“唯獨”一詞加在“信”一字之前，希望以「唯獨」突出羅馬書所指，一個人得救「完全排除」行為。宗教改革開展後，天主教特倫托會議曾指控「唯獨信心」為異端，但神學家認為羅馬教廷有關指控實站不住腳，因為早在改革前天主教會出版的聖經、神學家及早期教父的學說，甚至改革後天主教本身的釋經文獻，其實都記載著「唯獨信心」的教導：
- 4世紀教會聖師聖依拉略(St. Hilary)釋經時所指的「唯獨藉信心稱義」(拉丁文：Fides enim sola justificat)。[25][22][27]
- 4世紀教會聖師、該撒利亞主教聖巴西流教導「人本身沒有真正的『義』，唯獨藉信靠基督被稱為義」。[25][22]
- 4世紀米蘭主教聖安波羅修（又譯聖盎博羅削）：「唯獨藉信心，白白地得蒙赦罪」（拉丁文：Sola fide, gratis accipiens Remissionem Peccatorum）。[24][25]
- 4世紀教會聖師约翰一世（天主教譯金口聖若望）：「唯獨藉信心稱義」（英譯：declared righteous on the score of faith alone...）[29]
- 4世紀教會聖師耶柔米（天主教譯聖傑羅姆）《羅馬書》注釋：「天主唯獨藉信稱義」（拉丁文：Deus ex sola fide justificat）。[26]
- 4世紀教父維多理諾(Marius Victorinus)：「唯獨信心稱義」(Ipsa enim fides sola iustificationem)。[22]
- 12世紀天主教聖師伯爾納鐸：「唯獨藉信稱義」(solam justificatur per fidem)。[22]
- 13世紀天主教神學家托馬斯·阿奎那：「唯獨藉信心稱義」(Non est ergo in eis spes iustificationis, sed in sola fide)。[30][22][27]
- 1476年天主教意大利文聖經「唯獨信心」(per sola fede/per la sola fede)一譯。[31]
- 1483年天主教紐倫堡德文聖經「唯獨信心」(gerechtfertigt...nur durch den Glauben)一譯。[31][21][27]
- 1538年天主教威尼斯意大利文聖經「唯獨信心」(per sola fede)一譯。[32][31]
- 1968年天主教思高聖經《羅馬書》注釋教導「唯獨信心」得救。[33][34]
- 2008年天主教官方義大利文聖經《加拉太書》2章16節：「唯獨信靠耶穌基督」一譯。[35]
- 2008年11月時任教宗本篤十六世在接見海外朝聖團、討論稱義問題時承認，「人在上帝面前稱義，所依靠的唯獨是對基督的信心，而不是人的任何功勞」。[36]

而現代路德宗護教學亦認為，「唯獨信心」只不過是羅馬書二章、加拉太書三章和以弗所書二章當中所教導「得救是藉信心而不是出於行為」的另一種表達方式。

### 雅各書
路德早年對《雅各书》是否出自使徒手筆表示懷疑，曾稱之為「稻草書信」。當時路德認為，《雅各書》第二章26節所指「信心沒有行為是死的」，與《保羅書信》關於因信稱義的教導「得救不是出於行為」並不一致。
路德後來改變看法，在其認信文書《路德大問答》和個人書信中承認雅各書為上帝正式和具權威性的教導，是「上帝藉大能頒布的律法」。路德宗信條《協同書》一致承認雅各書為新約的組成部分，1531年《奧斯堡信條辯護文》指出，雅各書與保羅書信並不相矛盾，因為根據上文14至18節的背景，作者雅各在第二章結尾所指的「信心加上行為」，是指信徒得救後，除信心外也要以行為在其他人前表達自己的義人身份。行為是稱義的「果子」，而不是稱義的「條件」。
聖經學者認為，作者雅各只是重申耶穌在《馬太福音》七章第20節中的教導「所以，憑著他們的果子就可以認出他們來」，而他在書中上文第10節亦已清楚排除「行為」能使人稱義這可能性。現代路德宗教會亦認為，保羅與雅各之間本身並無矛盾，因為兩位作者所回應的，根本是兩個截然不同的信仰問題：前者探討未信者「重生得救的方法」，而後者卻是教導信徒「重生得救後」怎樣過服侍鄰舍的「成聖」生活、以感恩的心回應上帝的拯救。以《雅各書》中亞伯拉罕將以撒獻予上帝一事為例子，其實早在以撒出生前，亞伯拉罕（當時還叫亞伯蘭）已被神稱義，「獻以撒」這一個舉動只是為亞伯拉罕的義人身份進一步提供證據。

## 核心教義
路德宗根據聖經認為，上帝創世之先，世界是完美和聖潔的。然而，當亞當及夏娃不服從上帝的命令，屈服於撒旦引誘之後，他們便失去了原有聖潔的形象。路德宗認為上帝的審判臨到他們：「你們必定死」。路德宗神學指出，由於亞當及夏娃的原罪，從由那時起，所有的人都在罪孽受孕、出生 ，心裡只有惡念 ，「從肉身生的，就是肉身」 。由於所有人均死在罪中與上帝隔絕 ，他們不能藉自己的努力及行為與上帝和好。路德宗相信耶穌基督是父上帝差來，為要把人類從罪惡與懲罰中買贖回來。路德宗根據聖經認為上帝的兒子耶穌承擔「我們眾人的罪孽」 ，在十字架上把自己獻上作贖罪的祭，成為眾人的贖價 ，因人類的罪的緣故而死，替代罪人死亡  。路德宗堅信耶穌復活，完全肯定了上帝已接納基督為代罪羔羊的確據 。路德宗相信上帝已把所有罪人稱為義(普世稱義)，宣告所有罪人因着基督的緣故稱義，「因（耶穌）一次的義行，眾人也就被稱義得生命了」 。路德宗認同這是聖經的核心信息，正是教會存在的意義。路德宗相信每個人藉着上帝所賜的信心領受這份禮物，而非藉着人的好行為 。路德信仰中所指稱義的「信」就是信賴基督及祂救贖的偉大工作，這「信心」緊守上帝在基督裏預備的救贖 。路德宗堅信，雖然基督為所有人死，拒絕以信心接受上帝赦罪的人將失去基督為他們贏取的贖罪 ，「不信的，必被定罪」。
路德教會《施馬加登信條》清楚解釋「稱義」的概念，指出「因信稱義」是基督教信仰的核心：
這是第一條，亦是最重要的條款：耶穌基督是我們的上帝和主，他受死，是為我們的過犯；他復活，是為叫我們稱義（羅馬書4：25）。唯獨祂是上帝除去世人罪孽的羔羊（約翰福音1：29），上帝使我們眾人的罪孽都歸在祂身上（以賽亞書53：6）。世人都犯了罪，卻蒙上帝的恩典，因基督的買贖，憑著耶穌的血，就白白地稱義（羅馬書5：23-25）。由於人必須相信這事，而不能以任何行為、律法或功勞獲得它，所以唯獨此信稱人為義，這是明確的真理……即使天、地及今世的事物都要毀滅，在此條款上都不會有甚麼退讓、妥協，更不會認同任何與此相違背的教導

## 其他宗派的看法
所有自稱為基督徒的人士均承認人有與上帝和好的必要。可是在天主教和新教的教義中，對於與其方法以及基督徒在上帝面前的地位的了解卻迥然不同。

### 其他新教教會
基本上説來，大部分新教教派和团体均採納了路德認為人“藉着上帝的恩典因信稱義”的主張。事實上，宗教改革之前的法國神學家雅克·勒菲弗·戴塔普勒早已表達這種觀點。《天主教辭典》總括天主教徒和新教徒對於稱義問題的不同主張説：“天主教徒把稱義視為一項實際使人成為公義的行動。新教徒則認為人稱義僅是由於另一個人——即基督——將自己的义归算給信徒，信徒从而被神視為公義而已。”
新教認為，稱義是说基督徒藉着耶稣基督完全遵守律法与贖罪祭的功績而得以被神視為公義。大多数新教教會教导“惟獨因信稱義”的道理。他们认为，如果需要人的好行为才能被称义，那基督就白白死了，那样的话，得救就不是神的恩典，而是人当得的。而且，神既然称基督徒为义人，就不会再定他的罪。與路德宗教會不同，歸正宗更認為一個人如果得救，一次得救永遠得救。
此外，歸正宗与某些浸信宗教會除了主張人因信稱義的道理之外，还接受法國宗教改革家约翰·加尔文的見解，主張個人能否得救是神預定的（包括揀選和遺棄）。他们认为，人得救不是靠自由意志选择了神，而是神拣选了人。如果人选择了神，就与《圣经》上关于神拣选人的的教导冲突。
《聖經》教导“稱義”的道理，意即人需要在上帝面前獲得公義的地位才能被神接纳。人必須與上帝恢復和好的關係，因為人生來不是上帝的兒女，反而是“可怒之子”。（《以弗所書》第2章第1节至第3节参）上帝的忿怒是否會留在人身上，有賴於他接受或拒絶上帝所作的仁慈安排。這是一項使人與上帝——聖潔、公義的上帝——和好的安排。（《約翰福音》第3章第36节参）這項仁愛的安排便是“基督耶穌的救贖”。（《羅馬書》第3章第23节至第24节参）罪人只要“相信耶穌”便可获得义人的地位。

### 天主教
天主教承认信仰的力量，但是这不是得救的充分条件。天主教教导人称义靠着信心，但也要靠着行为（善工、守律法）得救，《天主教教理》多處指出兩者俱備才是完滿的信仰：
基督徒及已成義的人依然有遵守十誡的責任...眾人因信德、聖洗及遵守誡命而得救 ——《天主教教理》第2068條 
在聖神和愛德的推動之下，我們才能為我們自己並為他人賺得為成聖、為增加恩寵和愛德，一如為得到永生有用的恩寵。 ——《天主教教理》第2010條 
我們能為自己和為別人賺得一切有用的恩寵，為到達永生，和得到必須的世物。 ——《天主教教理》第2027條 
訓導的權威也伸展到自然律的特殊規範，因為造物主要求遵守的這些規範，為得救是必要的。 ——《天主教教理》第2036條 
由於始祖亞當和厄娃犯了原罪，人一出生便有罪。天主愛人，願意派遣祂的聖子耶穌來到世上救贖人類，人類方能藉着基督的聖死及復活，與天主修和。故人若透過皈依基督，悔改過錯，便能重新獲得天主的神圣恩寵。
人在領洗時，獲免除過去所犯的一切罪過和罪罰。堅振聖事，則是“領受”天主聖神，讓領洗時所得的聖寵在心中更堅固。藉聖神的力量，能推動人多行善功，並負起信徒使命，作基督的見證。成人領洗者於領洗時同時領取堅振聖事。嬰兒領洗者，則在懂事或成年後，需學習及認識天主教信仰，方能領取堅振聖事，成為天主「真正」的子女。
天主教信仰，除主張悔改皈依外，同時強調需於生活中活出基督的愛。人性的軟弱使很多人在接受天主信仰後繼續犯罪。但天主願意人讓透過辦告解，而得到罪過的赦免。故信友犯罪後，能透過修和聖事，增聖寵、加聖佑，藉聖神的力量，改除惡習、修德行善，與天主關係更親密，成為更愛天主的人。

### 东正教
东正教会通过对「聖化」的肯定间接地否定“唯独信仰”、“因信称义”。

## 称义的标准
《聖經》裏對於上帝宣布人為義一事討論得最明確詳盡的一本書是《罗马书》。作者保羅在《羅馬書》所提出的論據要點是：猶太人和外邦人都無法通过行為，无论是謹守摩西律法或僅是由於尊重本能的道德律而行善，在上帝面前獲得公義的地位。惟獨藉着相信耶稣基督，猶太人和外邦人才能得以稱義。《羅馬書》最後幾章（第12-15章）勸告信徒要有敬虔的行為，但不是为了称义，乃是称义之后出于感恩自然流露出的好行为。